# 26 tháng 4
Ngày 26 tháng 4 là ngày thứ 116 trong năm dương lịch (ngày thứ 117 trong năm nhuận). Còn 249 ngày nữa trong năm.

## Sự kiện
- 1478 – Gia đình Pazzi tấn công Lorenzo de Medici và giết em ông, Giuliano tại Nhà thờ Firenze.
- 1607 – Người Anh đổ bộ lên Cape Henry (bang Virginia), sau đó ngược sông James, lập ra thị trấn Jamestown, điểm dân cư đầu tiên của người Anh ở Bắc Mỹ.
- 1865
  - Nội chiến Hoa Kỳ: Tướng nam quân Joseph Johnston đầu hàng tướng bắc quân William T. Sherman tại Durham Station (bang Bắc Carolina).
  - Kỵ binh Liên bang (Hoa Kỳ) vây John Wilkes Booth, kẻ ám sát Tổng thống Lincoln, trong một vựa lúa ở Virginia, Boston Corbett bắn y chết.
- 1933 – Thành lập Gestapo, lực lượng cảnh sát mật của Đức Quốc xã.
- 1937 – Nội chiến Tây Ban Nha: Guernica (Tây Ban Nha) bị Không quân Đức thả bom.
- 1942 – Tai nạn hầm mỏ do một vụ nổ tại Mỏ than Bản Khê Hồ, Mãn Châu Quốc khiến 1.549 thợ mỏ bị thiệt mạng.
- 1946 – Father Divine, một thủ lĩnh giáo phái tự xưng là Chúa, cưới Edna Rose Ritchings trẻ hơn ông ta rất nhiều; một ngày kỷ niệm của phong trào Sứ mạng hoà bình thế giới.
- 1954 – Hội nghị Genève nhằm lập lại hoà bình ở Đông Dương và Triều Tiên khai mạc tại Genève, Thụy Sĩ.
- 1955 – thành lập Học viện Hải quân (Việt Nam).
- 1962 – Chương trình Ranger: Phi thuyền Ranger 4 rơi xuống Mặt Trăng.
- 1964 – Tanganyika và Zanzibar sáp nhập thành Tanzania.
- 1971 – Chiến tranh Việt Nam – Lực lượng Hoa Kỳ ở Việt Nam giảm xuống còn 281.400 người, con số thấp nhất kể từ tháng 7–1966.
- 1972 – Chiến tranh Việt Nam – Tổng thống Hoa Kỳ Richard Nixon tuyên bố rằng 20.000 quân Mỹ nữa sẽ được rút khỏi cuộc chiến trong tháng 5 và tháng 6, giảm quân số cho phép còn 49000.
- 1975 – Chiến dịch Hồ Chí Minh bắt đầu.
- 1976 – thành lập Viện Năng lượng nguyên tử Việt Nam.
- 1986 – Ở Ukraina, một trong các lò phản ứng của nhà máy điện hạt nhân Chernobyl phát nổ, gây nên thảm hoạ hạt nhân nghiêm trọng nhất trong lịch sử. 31 người chết do tác động trực tiếp của vụ nổ và nhiều ngàn người nữa bị phơi trần trước một lượng đáng kể chất phóng xạ.
- 1991 – 70 cơn bão quét ngang miền trung Hoa Kỳ. Trong đó trận bão Andover (bang Kansas) có sức gió mạnh đến cấp F5 (theo thang Fujita) làm 17 người chết.
- 1994
  - Cuộc bầu cử đa sắc tộc đầu tiên ở Nam Phi.
  - Máy bay Airbus A–300–600R của hãng hàng không China Airlines nổ tại sân bay Nagoya (Nhật Bản) khiến 264 người chết.
- 2002 – Robert Steinhäuser (19 tuổi) bắn chết 17 người ở trường của cậu ta tại Erfurt (Đức).
- 2016 – Kính Viễn vọng Không gian Hubble phát hiện vệ tinh S/2015 (136472) 1 của hành tinh lùn Makemake. = S/2015 (136472) 1 =
- 2024 – Trung ương xem xét cho thôi giữ các chức vụ, nghỉ công tác đối với ông Vương Đình Huệ, Ủy viên Bộ Chính trị, Chủ tịch Quốc hội nước Cộng hoà xã hội chủ nghĩa Việt Nam khoá 15, nhiệm kỳ 2021 - 2026.

## Sinh
- 121 – Marcus Aurelius, Hoàng đế La Mã (m. 180)
- 1564 – William Shakespeare, nhà văn, nhà viết kịch Anh (m. 1616)
- 1573 – Marie de Medicis, hoàng hậu Pháp (1600–1610)
- 1785 – John James Audubon, nhà tự nhiên học Mỹ, họa sĩ vẽ minh hoạ (m. 1851)
- 1798
  - Eugène Delacroix, họa sĩ Pháp (m. 1863)
  - James Beckwourth, người miền núi, cựu nô lệ (m. 1867)
- 1812 – Alfred Krupp, nhà công nghiệp Đức, người sáng lập tổ hợp luyện kim và chế tạo máy Krupp (m. 1887)
- 1835 – Nguyễn Phúc Miên Bảo, tước phong Tân An Quận công, hoàng tử con vua Minh Mạng (m. 1854)
- 1886 – Ma Rainey, ca sĩ nhạc blues (m. 1939)
- 1888 – Anita Loos, nhà văn (m. 1981)
- 1889 – Ludwig Wittgenstein, nhà triết học Anh gốc Áo (m. 1951)
- 1894 – Rudolf Hess, viên chức quốc xã, bí thư riêng của Hitler (m. 1987)
- 1895 – Nathaniel Kleitman, nhà nghiên cứu giấc ngủ (m. 1999)
- 1896 – Ernst Udet, phi công chiến đấu Đức (m. 1941)
- 1897
  - Olga Tschechowa, nữ diễn viên (m. 1980)
  - Douglas Sirk, đạo diễn phim người Đức (m. 1987)
  - Eddie Eagan, vận động viên Mỹ (m. 1967)
- 1898 – Vicente Aleixandre, nhà văn Tây Ban Nha (m. 1984)
- 1900 – Charles Richter, nhà địa vật lý, nhà phát minh (m. 1985)
- 1911 – Marianne Hoppe, nữ diễn viên (m. 2002)
- 1912 – A. E. van Vogt, nhà văn thể loại khoa học viễn tưởng (m. 2000)
- 1914 – Bernard Malamud, tác giả (m. 1986)
- 1918
  - Fanny Blankers–Koen, vận động viên điền kinh Hà Lan (m. 2004)
  - Stafford Repp, diễn viên (m. 1974)
- 1925 – Jørgen Ingmann, nhạc công Đan Mạch, đoạt giải Cuộc thi Tiếng hát truyền hình châu Âu (Eurovision Song Contest) (m. 1990)
- 1926 – Michael Mathias Prechtl, người vẽ minh hoạ người Đức (m. 2003)
- 1932 – Francis Lai, nhà soạn nhạc Pháp.
- 1934 – Alan Arkin, diễn viên
- 1935 – Carol Burnett, ca sĩ, nữ diễn viên, nữ diễn viên hài người Mỹ
- 1938 – Duane Eddy, nhạc sĩ Mỹ
- 1940 – Giorgio Moroder, nhà soạn nhạc người Ý
- 1942 – Bobby Rydell, ca sĩ người Mỹ
- 1943 – Gary Wright, ca sĩ người Mỹ
- 1946 – Vladimir Zhirinovsky, chính khách Nga
- 1947 – Donna DeVarona, huy chương vàng Thế vận hội môn bơi lội, nhà báo thể thao, nhà hoạt động thể thao người Mỹ
- 1956 – Koo Stark, nữ diễn viên người Mỹ
- 1960 – Roger Taylor, nhạc công người Anh ("nhóm Duran Duran")
- 1961 – Trần Xung (Joan Chen), nữ diễn viên & đạo diễn người Mỹ gốc Hoa
- 1963 – Lý Liên Kiệt (Jet Li), võ sĩ kung fu, diễn viên phim người Trung Quốc
- 1970 – Melania Trump, cựu người mẫu Mỹ gốc Slovenia, là vợ thứ ba của tổng thống thứ 45 của Hoa Kỳ, Donald Trump.
- 1977 – Tom Welling, diễn viên, đóng vai Clark Kent trong seri phim truyền hình "Thị trấn Smallville"
- 1982 – 
  - Anh Thư, siêu mẫu, diễn viên người Việt Nam
  - Phi Thanh Vân, nữ diễn viên, người mẫu người Việt Nam
- 1983 – Jessica Lynch, tù binh được giải cứu trong Chiến tranh Iraq năm 2003
- 1985 – John Isner, tay vợt người Mỹ
- 1989 – Daesung, ca sĩ người Hàn Quốc, thành viên ban nhạc Big Bang
- 1992 – Aaron Judge, tiền vệ môn bóng chày người Mỹ từng thi đấu cho đội New York Yankees của Major League Baseball.
- 2002 – Kim Chaehyun, ca sĩ người Hàn Quốc, thành viên ban nhạc Kep1er

## Mất
- 1489 – Ashikaga Yoshihisa, tướng quân Ashikaga (s. 1465)
- 1865 – John Wilkes Booth, bị bắn trong khi tìm cách trốn thoát sau khi ám sát Abraham Lincoln (s. 1838)
- 1892 – Sir Provo William Perry Wallis, Đô đốc Anh, anh hùng hải quân
- 1910 – Bjørnstjerne Bjørnson, nhà văn người Na Uy
- 1932 – Hart Crane, nhà thơ Mỹ (s. 1899)
- 1969 – Morihei Ueshiba, tổ sư môn phái Hiệp khí đạo (Aikido)
- 1970
  - Gypsy Rose Lee, nữ diễn viên người Mỹ (s. 1911)
  - John Knittel, nhà soạn kịch người Thụy Sỹ (s. 1891)
- 1973 – Irene Ryan, nữ diễn viên người Mỹ (s. 1902)
- 1976 – Sid James, diễn viên hài người Anh gốc Nam Phi (s. 1913)
- 1984 – Count Basie, nhạc công, nhà soạn nhạc (s. 1904)
- 1986
  - Broderick Crawford, diễn viên người Mỹ (s. 1911)
  - Dechko Uzunov, họa sĩ người Bulgaria (s. 1899)
- 1989 – Lucille Ball, nữ diễn viên, nữ diễn viên hài người Mỹ (s. 1911)
- 1988 – James McCracken ca sĩ giọng tenor người Mỹ (s. 1926)
- 1991
  - Carmine Coppola, nhà soạn nhạc, nhạc trưởng, cha của Francis Ford Coppola và Talia Shire, ông của Sofia Coppola (s. 1910)
  - William Andrew Paton, kế toán viên, nhà kinh tế học (s. 1889)
- 1996 – Stirling Silliphant, nhà văn, nhà sản xuất người Mỹ (s. 1918)
- 1999 – Jill Dando, người giới thiệu chương trình truyền hình Anh (s. 1961)
- 2003
  - The Honourable Rosemary Brown, chính khách Canada (NDP)
  - Max Nicholson, nhà môi trường học người Anh (s. 1904)
  - Peter Stone, nhà văn đoạt giải Oscar và 3 giải Tony (s. 1930)
- 2004 – Hubert Selby Jr., nhà văn người Mỹ

## Những ngày lễ và ngày kỷ niệm
- Tanzania – Ngày Thống nhất
- Ngày sở hữu trí tuệ thế giới (IP day)